# Acacia drepanocarpa
Acacia drepanocarpa é uma espécie de leguminosa do gênero Acacia, pertencente à família Fabaceae.